# Обайєд
Обайєд (Obaiyed) – газоконденсатне родовище у західній пустелі Єгипта в басейні Шушан-Матрух. Друге за розміром родовище басейну (після Каср).
Родовище відкрили у 1992 році унаслідок спорудження розвідувальної свердловини Obaiyed 2-2. В найближчі кілька років поширення резервуару уточнили за допомогою 4 оціночних та 3 розвідувальних свердловин. Поклади вуглеводнів виявились пов’язаними із формацією Хататба (середня юра). Основним резервуаром є пісковиковий горизонт Нижня Сафа, який формувався в умовах естуарію, а потім дельти. Також певний комерційний обсяг вуглеводнів (але менш ніж 5% від ресурсів усього родовища) вміщують пісковикові бари у горизонті Верхня Сафа, що сформувались під дією припливів. 
Пористість резервуару коливається від 7 до 13% (у більшості випадків – 9-11%), тоді як показник проникності знаходиться у інтервалі від 0,1 до 600 мілідарсі.  Газоводяний контакт майже по всьому родовищу виявлений на глибині 3875 метрів і тільки у одному відокремленому блоці припадає на рівень 3910 метрів. Газ родовища в середньому вміщує 78,8% метану, а також велику – 8,4% - частку двоокису вуглецю.
Видобуток на родовищі почався у 1999 році. Продукція свердловин спершу потрапляє до комплексу підготовки, який може приймати 11,6 млн м3 газу на добу та вилучати до 16 тисяч барелів конденсату. Також провадять вилучення двоокису вуглецю та води, при цьому остання закачується назад у пласт. 
Після проходження через установку первинної підготовки газ спрямовується по Північному газопроводу, сама поява якого була передусім обумовлена відкриттям Обайєду. Конденсат перекачується по трубопроводу довжиною 55 км та діаметром 300 мм до приймальної станції нафтопроводу Мелейха – Ель-Хамра.
Пікового показника видобутку на рівні 9,5 млн м3 на добу досягнули на Обайєд у 2003 році, а в 2019-му цей показник становив вже лише 3,3 млн м3 (плюс біля 5 тисяч барелів конденсату). При цьому видобуток здійснювали через 36 свердловин і у планах на першу половину 2020-х років рахувалось спорудження ще 12 свердловин. Крім того, планувалось задіяти ресурси Верхньої Сафи шляхом проведення операцій з повторного освоєння у 8 вже існуючих свердловинах.
Станом на кінець 2019 року накопичений видобуток із Обайєд становив 40 млрд м3, при цьому залишкові запаси на ту ж дату оцінювались у 13 млрд м3 газу (і 22 млн барелів конденсату). 
Родовище виявили на концесійній території, інвестором для якої виступив нафтогазовий гігант Shell. За усталеним в Єгипті порядком, розробка відкритих за участі іноземних інвесторів родовищ провадиться через спеціально створені компанії-оператори, при цьому для Обайєд такою компанією виступає Badr Eldin Petroleum Company (BAPETCO).
В 2000-х роках на виробничий комплекс Обайєд подали для підготовки частину ресурсу іншого великого родовища басейну Каср, для чого потрібно було прокласти газопровід довжиною 42 км та діаметром 500 мм від родовища Шамс. У 2010-х через трубопровід від Шамс подали ресурс з родовища Гідра.